# Josep Maria Berrocal

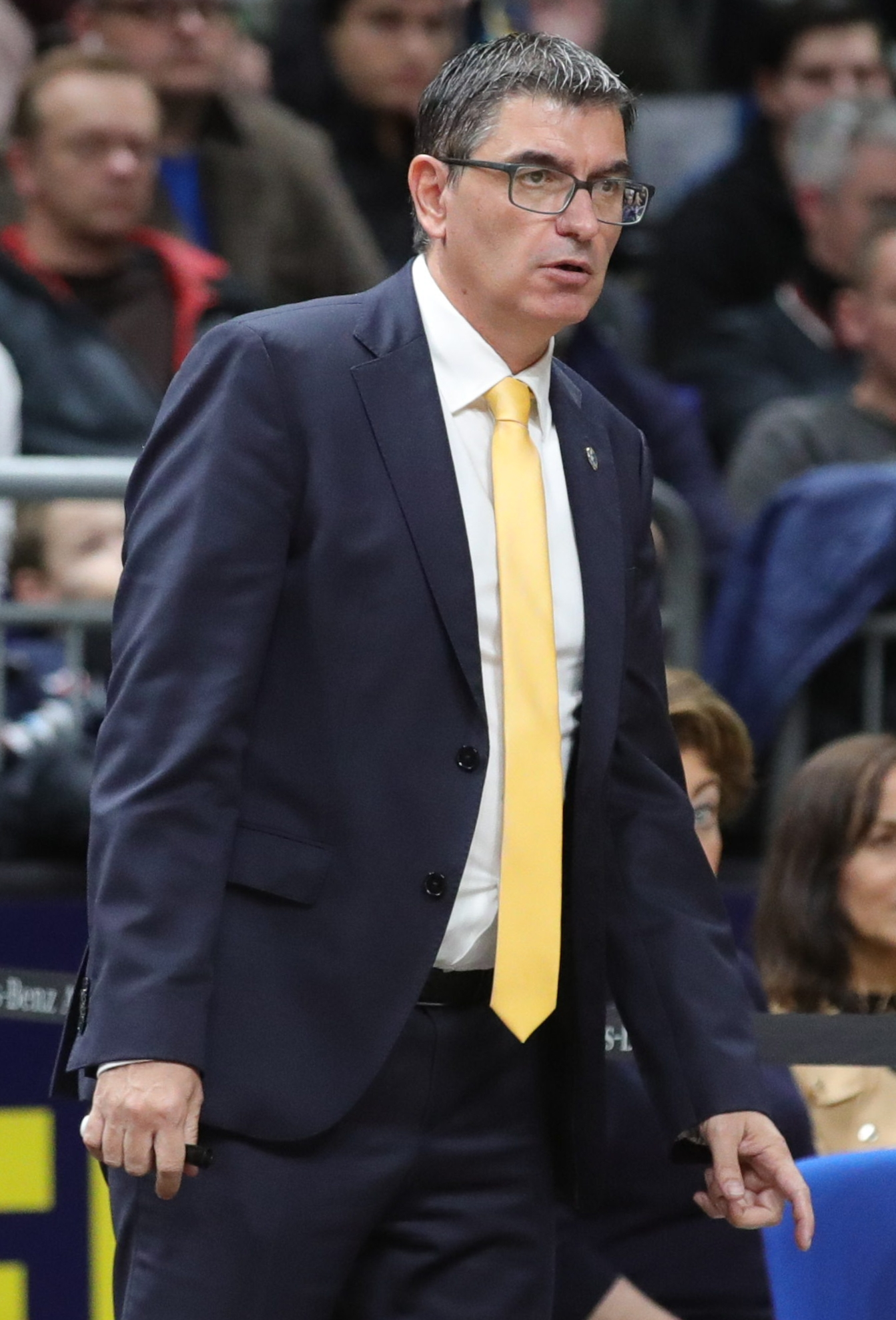
Josep Maria Berrocal, 2022

Josep Maria Berrocal (Barcelona, 30 de mayo de 1970) es un entrenador de baloncesto español, que actualmente es el entrenador asistente principal del Bayern de Múnich de la Basketball Bundesliga y Euroliga.

## Trayectoria
Dio sus primeros pasos como entrenador en la E. Garbí, Escola Thau y en las categorías inferiores del Joventut de Badalona, para pasar a formar parte del FC Barcelona desde 1997 hasta 2010. En esas 13 temporadas en el FC Barcelona, permaneció cinco campañas en categorías inferiores hasta dar el salto al primer equipo de la capital condal, donde trabajó ocho años como entrenador ayudante, logrando dos Euroligas, tres Ligas ACB, tres Copas del Rey, dos Superligas y dos Ligas Catalanas. Además, en la temporada 2006-07, compaginó su trabajo en el primer equipo con el de primer entrenador con el conjunto Junior del Barcelona, consiguiendo alzarse con el Campeonato de España. En el FC Barcelona fue ayudante de Svetislav Pešić, Duško Ivanović y Xavi Pascual.
En la temporada 2010-11, se lanzó a una nueva aventura como primer entrenador en Ucrania con el BC Budivelnik de Kiev, equipo al que proclamó campeón de la Superliga de Ucrania y con el que logró la mejor campaña de la historia del club (cuartos de final en Eurocup, siendo eliminado por Cajasol Sevilla).
En la temporada 2011-12 firma por el Menorca Bàsquet y se convertirá así, en su primera experiencia como 1.er entrenador en España. Josep consiguió ascender al club balear a liga ACB, pero por temas económicos, estos, renuncian al ascenso por lo que Berrocal no podrá conseguir entrenar en la ACB.
En octubre de 2012 abandona Lucentum Alicante con el que había empezado la temporada en la Adecco Oro y vuelve a Ucrania para firmar con el BC Donetsk. Después de tres meses en Ucrania, abandona el Donetsk. Berrocal cierra así su segunda etapa en Ucrania (el equipo es noveno, con 13-13) y de 3-5 en la Liga VTB . Además, el Donetsk cayó eliminado en la primera fase de la Eurocup, con un balance de 3-3 en un durísimo grupo, en el que también estaban Galatasaray y Lokomotiv Kuban.
En verano de 2014 firma como primer asistente de Duško Ivanović en el Panathinaikos BC.
En el 2016 firma como asistente de Georgios Bartzokas en el FC Barcelona.
En el 2017 firma como primer entrenador del
Eskisehir Basket equipo ascendido a la primera división Turca.Se clasifica para jugar la Copa y los playoff. Es seleccionado como entrenador del All Star Game. El club desaparece por problemas económicos.
En verano de 2018 firma como primer entrenador del Movistar Estudiantes en la que será su primera experiencia como entrenador ACB. Tras su victoria en el derbi contra el Real Madrid, el equipo logra clasificarse para la Copa del Rey en la que será la primera experiencia de Berrocal en el torneo como primer entrenador.
El 18 de julio de 2019 ficha por el Kirolbet Baskonia como primer asistente..Gana el título de Liga ACB en el torneo de Valencia.
En noviembre del 2020 se hace cargo cómo primer entrenador del Al Muharraq, en Bahrain, en el golfo pérsico. Sexta experiéncia en el extranjero, primera vez en un país asiático.
El 18 de julio de 2021, firma como entrenador del CB Prat de la Liga LEB Oro, recién ascendido de categoría sustituyendo a Dani Miret.
El 2022, se convierte en entrenador asistente de Oded Kattash en el Maccabi Tel Aviv de la Ligat Winner.
El 25 de agosto de 2024, firma como entrenador asistente de Gordon Herbert en el Bayern de Múnich de la Basketball Bundesliga y Euroliga.
El 17 de junio, firma como entrenador del Class Básquet Sant Antoni de Segunda Feb.

## Clubes
- 1995-1996 Escola Thau (junior preferente B )
- 1989-1995 Escola Garbí (categorías inferiores)
- 1990-95 Joventut Badalona Cadete y Junior
- 1996-97 CB Pineda Sub-20
- 1999-01 Universidad de Barcelona y FC Barcelona (Liga de verano)
- 1997-01 FC Barcelona Filial y Junior
- 2002-10 ACB. FC Barcelona Entrenador ayudante del 1.er equipo
- 2010-11 Liga ucraniana. Budivelnyk Kiev. Primer Entrenador.
- 2011-12 LEB. Menorca Bàsquet. Primer Entrenador.
- 2012-13 LEB. Lucentum Alicante.Primer Entrenador.
- 2012-13 Liga ucraniana. BC Donetsk. Primer Entrenador.
- 2014-15 A1 Ethniki. Panathinaikos BC. Primer Entrenador ayudante.
- 2016-17 ACB. FC Barcelona Entrenador ayudante.
- 2017-18 TBL. Eskişehir Basket Spor Kulübü Primer Entrenador.
- 2018-19 ACB. Movistar Estudiantes Primer Entrenador.
- 2019-20 ACB. Kirolbet Baskonia Entrenador ayudante
- 2020-21 Bahrain. Al Muharraq Primer Entrenador
- 2021-22 CB Prat. Liga LEB Oro Primer Entrenador
- 2022-24. Maccabi Tel Aviv. Ligat Winner Entrenador ayudante.
- 2024-Actualidad. Bayern de Múnich. Basketball Bundesliga. Entrenador ayudante.

## Palmarés
- 2 veces Campeón Euroleague -03 (Barcelona), 10 (Paris).
- 4 veces campeón Liga ACB -02, 04, 09, 20.
- 3 veces Campeón Copa del Rey -03, 07, 10.
- Campeón de la liga ucraniana con el Budivelnyk Kiev (2010-2011).
- 2 veces Campeón de la Liga Israelita con Maccabi Tel Aviv 22-23, 23-24..
- Ascenso a la Liga ACB con el Menorca Bàsquet (2011-2012).
- 1 vez Campeón Copa Griega -15.
- 2 veces Campeón Super Copa ACB -04, 10.
- 2 veces Campeón España Junior con el  F. C. Barcelona -99, 07.
- 1 vez Campeón Torneo Hospitalet Junior -99.
- 1 Medalla de bronce Campeonatos Universitarios, 01.
- Ukranian Superleague All Star Coach -11.
- Turkish Superleague All Star Coach -18.